# Ingress
Pour les articles homonymes, voir Ingress (homonymie).
Ingress est un jeu vidéo basé sur la localisation massivement multijoueur développé par Google puis par Niantic, qui fonctionne sur les appareils Android et depuis le 14 juillet 2014 sur iOS. Sorti le 15 novembre 2012 après une campagne de marketing virale commencée le 8 novembre, ainsi qu'au Comic-Con de San Diego le 12 juillet. Avant le lancement de la bêta privée sur le Play Store, le jeu a été testé pendant au moins 6 mois par les employés de Google sous le nom de code Nemesis. L'application d'origine a été remplacée par Ingress Prime le 30 septembre 2019.

## Trame
Une nouvelle source d'énergie de nature inconnue et d'origine extraterrestre est découverte sur Terre par le « projet Niantic »,. Baptisée Exotic Matter ou « Matière étrangère » et abrégée en XM, sa principale caractéristique est de pouvoir contrôler les esprits des êtres humains,. Deux factions naissent alors au sein de la population : Les « Éclairés », qui cherchent à promouvoir la XM pour faire passer l'Humanité à un nouveau stade d'évolution, et les « Résistants », qui cherchent à préserver l'Humanité de ce nouveau phénomène tant qu'il reste incompris,,.
Le contrôle de la XM passe par l'appropriation des « portails », des sources d'émission de XM qui se répand alentour,. Ces portails se trouvent au niveau de lieux historiques, monuments et autres points d'intérêt. Les portails sont alimentés par des « résonateurs ». Deux portails entièrement contrôlés par une même faction peuvent être connectés par un « lien »,. Par triangulation, trois portails reliés entre eux délimitent un « champ ». Ce sont ces champs qui sont l'enjeu puisqu'ils permettent, suivant leur nature, soit le contrôle soit la protection des esprits humains situés à l'intérieur,.

## Système de jeu
Ingress oblige les joueurs à se déplacer dans le monde réel pour agir sur le monde du jeu. Ils doivent s'approcher à quelques mètres de ses éléments pour pouvoir interagir avec eux. Leur position réelle est reportée sur le plan de jeu à l'aide de la puce GPS de l'appareil utilisé pour jouer. L'interaction entre joueurs n'est pas directe, car ils ne se voient pas entre eux sur la carte du jeu. Néanmoins, le système de jeu pousse les joueurs à agir de concert pour atteindre certains objectifs. Par exemple, le passage de huit joueurs de la même équipe auprès d'un même portail est nécessaire pour que ce dernier atteigne son niveau maximal et délivre les meilleurs objets, ou puisse être relié à des portails particulièrement lointains. De plus, l'action coordonnée de plusieurs joueurs permet de former un champ de manière immédiate (en reliant trois portails entre eux), tandis qu'un joueur seul devra se déplacer d'un portail à l'autre pour le former, à moins qu'il ne profite de liens déjà créés au préalable.

### But du jeu
Le jeu commence par le choix de la faction : Les Eclairés (Enlightened) dont la couleur est verte ou la Resistance en bleu. Le but de chaque équipe est de créer des champs d'énergie au-dessus des zones les plus densément peuplées. Ces champs d'énergie se créent automatiquement dès que trois portails de la couleur de l'équipe sont reliés entre eux, à l'intérieur du périmètre constitué par les trois liens qui relient ces portails. Sous certaines conditions, ces champs peuvent se superposer. Plus un champ recouvre d'habitants (dans la réalité), plus il rapporte de points (= MU) à l'équipe qui l'a créé. Le décompte des points n'est pas immédiat, mais a lieu durant des checkpoints qui s'échelonnent toutes les cinq heures. Autrement dit, un champ détruit avant un checkpoint ne rapporte aucun point à l'équipe qui l'a réalisé. Le score de 35 checkpoints (soit 175 heures, c'est-à-dire légèrement plus d'une semaine) est ensuite additionné ; l'équipe qui a marqué le plus de points remporte alors un cycle. Il y a 50 cycles par année.
Outre le score d'équipe, il existe un score individuel qui permet à chaque joueur de gagner des niveaux dans le jeu et d'utiliser des objets de plus en plus puissants. Ce score progresse avec chaque action réalisée. Au contraire du score d'équipe, enregistré toutes les cinq heures et constitué uniquement des points marqués par les champs d'énergie, les points du score individuel (= AP) s'accumulent immédiatement. Chaque action rapporte un nombre déterminé de points. La réalisation d'un champ fait, par exemple, toujours gagner 1250 AP, quelle que soit la taille du champ ou la densité de la zone.

### Actions
Les joueurs disposent d'une barre d'énergie pour réaliser les différentes actions de jeu. Celle-ci est alimentée par la XM, une énergie représentée sur la carte par de petits points blancs qui se trouvent autour des portails. Le joueur, symbolisé par une petite flèche, est entouré par un rayon d'action représenté par un halo orange circulaire. Lorsque sa barre d'énergie n'est pas pleine, la XM située dans son rayon d'action est automatiquement collectée par celui-ci. Une fois la barre de XM vide, le joueur ne peut plus effectuer d'actions tant qu'il n'a pas collecté de l'énergie.
Les actions possibles sont les suivantes :
- Hacker un portail, c'est-à-dire lui soutirer un ou plusieurs objets. Plus le portail est de haut niveau, plus les objets récoltés sont de haut niveau. Si le portail appartient à l'équipe adverse, il peut arriver que le hack échoue, c'est-à-dire qu'il ne permette pas de récupérer des objets. De plus, il va se défendre et infliger des dégâts qui réduisent la barre d'énergie du joueur.
- Capturer un portail neutre, en déployant un résonateur - l'un des objets du jeu - sur l'un des huit emplacements disponibles. Il suffit d'un emplacement occupé sur huit pour que le portail prenne la couleur de l'équipe.
- Attaquer un portail s'il appartient à l'autre équipe à l'aide d'objets d'attaque. Lorsqu'il reste moins de trois résonateurs sur le portail, les éventuels liens et leurs champs d'énergie sont automatiquement détruits. Lorsque le dernier résonateur de l'équipe adverse est détruit, le portail devient neutre et peut être capturé.
- Ajouter un résonateur à un portail de son équipe ne possédant pas encore huit résonateurs, ou remplacer un résonateur de bas niveau par un résonateur de plus haut niveau, afin de faire augmenter le niveau du portail
- Ajouter un ou deux objets (mods) qui vont modifier les caractéristiques du portail. Chaque portail possède quatre emplacements pour ces modifications.
- Relier le portail à un autre portail. Pour le faire, les conditions suivantes doivent être remplies:
  - Le portail de départ et le portail d'arrivée doivent être de la couleur de son équipe et comporter huit résonateurs.
  - La clef du portail de destination doit être présente dans l'inventaire du joueur. Pour la récupérer, il faut hacker le portail de destination. Elle peut également, dans certaines situations, être ramassée par terre.
  - Aucun autre lien (de son équipe ou de l'équipe adverse) ne soit se trouver sur la droite qui relie les deux portails entre eux. Autrement dit, plus un lien est long, plus il est difficile à réaliser.

À l'exception de l'attaque, possible depuis n'importe quelle position mais dont l'efficacité diminue avec l’éloignement de la cible, ces actions ne sont réalisables que si le portail est situé à l'intérieur du rayon d'action du joueur. Pour remplir cette condition, le joueur doit se déplacer physiquement dans le monde réel afin de se rapprocher du lieu où se trouve le portail dans le jeu, typiquement un monument.
Les joueurs peuvent aussi proposer des portails qui seront soumis aux votes par les joueurs sur le site Niantic wayfarer.

#### Hacking
C'est le moyen principal de récupérer des objets. À chaque hack est associée une probabilité d'obtenir des objets. S'il s'agit d'armes et de résonateurs, leur puissance dépendra du niveau du joueur. Si le portail est de sa propre faction, la quantité d'AP collectée est nulle mais la quantité d'objets un peu plus élevée. Si le portail est de la faction adverse, l'action permet de gagner 100 AP, mais la quantité d'objets reçus est un peu plus faible (probabilité de base réduite à 60%). Si le portail est contrôlé par la faction adverse, le portail se défend en attaquant le joueur. Celui-ci perd alors de l'énergie et voit sa barre de XM diminuer. Comme toute action du jeu, le hack consomme de l'énergie, en fonction du niveau du portail (100 XM x niveau portail).
Un portail peut être hacké toutes les 2 minutes, et au maximum 4 fois par tranches de 4 heures. Des objets permettent toutefois de modifier le portail pour qu'on puisse le hacker plus rapidement, ou plus souvent.
Le joueur peut activer une méthode de hack spéciale, le glyph. S'il parvient à recopier les motifs qui s'inscrivent à l'écran, il gagne un nombre plus important d'objets.

#### Développement des portails et des champs
Les résonateurs peuvent être améliorés jusqu'à un niveau maximal de huit. Le niveau du portail est déterminé par la moyenne des niveaux de ses résonateurs. Un joueur ne peut poser que des résonateurs d'un niveau inférieur ou égal au sien. De plus, il ne peut poser qu'un nombre limité de résonateurs de haut niveau sur un même portail: 8 de niveau 1, 4 de niveau 2, 3 et 4, 2 de niveau 5 et 6 et 1 seul de niveau 7 et 8. Autrement dit, pour obtenir un portail de niveau 8 (le maximum), 8 résonateurs de niveau 8 sont nécessaires, et donc 8 joueurs de la même équipe. Cette règle est essentielle et a rendu Ingress éminemment social, puisqu'elle incite les joueurs à se regrouper pour faire rapidement grimper un portail au niveau maximal, afin d'obtenir les meilleurs objets possibles avant que l'autre équipe de le détruise.
Les clés font partie des objets qui peuvent être récupérés en hackant un portail. Chaque portail a sa propre clé. La probabilité de l'obtenir est d'environ 80% à chaque hack. Elle tombe à 0% si le joueur la possède déjà dans son inventaire, mais d'autres moyens permettent d'obtenir plusieurs clés du même portail. Lorsqu'un joueur possède la clé d'un portail dans son inventaire, il peut tirer un lien vers celui-ci (et non à partir de celui-ci). Pour le faire, il doit se placer près d'un autre portail de sa couleur, puis peut les connecter. Un trait apparaît sur la carte entre les deux. On peut tirer au maximum huit liens différents à partir d'un même portail. En revanche, une infinité de liens peuvent arriver sur celui-ci. La distance maximale des liens possibles dépend du niveau du portail de départ ; elle peut atteindre plusieurs centaines de kilomètres pour les portails de niveau 8. Des objets modificateurs permettent d'augmenter cette distance maximale. Deux liens ne peuvent jamais se croiser, qu'ils soient de sa faction ou de la faction adverse.
Lorsque trois portails sont reliés entre eux, un champ est automatiquement créé. Il est représenté par l'apparition d'une zone triangulaire bleue ou verte (selon la faction), dont les côtés sont constitués par liens entre les portails et les sommets par les trois portails reliés. Des portails et des champs de sa faction, de la faction adverse ou neutres peuvent se trouver à l'intérieur d'un champ sans pour autant que leur appartenance ou leur niveau ne soient modifiés. En revanche, il n'est plus possible de tirer des liens à partir d'un portail situé sous un champ, quelle que soit la couleur du champ.

#### Destruction des portails et des champs
Un portail est détruit et redevient neutre lorsque son dernier résonateur a été détruit. En revanche, ses liens (et par conséquent les champs qui y sont associés) sont détruits dès qu'il ne lui reste plus que deux résonateurs. Pour détruire un résonateur, le joueur doit se trouver physiquement à proximité du portail qu'il souhaite attaquer. Il affaiblit alors les résonateurs jusqu'à leur destruction avec des XMP Burster ou une Frappe Ultra, objets collectés en hackant les portails. Plus il est proche du résonateur, plus les dégâts infligés sont élevés. À chaque attaque, le portail se défend en faisant diminuer la barre d'énergie de l'attaquant. Le joueur ayant placé des résonateurs autour d'un portail est averti par une alerte lorsque celui-ci est attaqué. S'il se situe lui à proximité immédiate du portail, ou alors s'il dispose de sa clé, il peut recharger les résonateurs avec de la XM prélevée sur sa propre barre d'énergie.
Un membre d'une faction ne peut pas attaquer un résonateur de sa propre faction. Par conséquent, il ne peut pas détruire un lien de sa couleur, même s'il le gêne pour créer un grand champ d'énergie, sauf en utilisant un objet spécial rare (un "Virus JARVIS" transforme un portail bleu en portail vert, alors qu'un "Mutateur ADA" fait l'inverse). Le portail, ses résonateurs et ses mods changent alors de couleur, et tous ses liens sont détruits.

### Améliorations
Afin d'augmenter les capacités des portails, il existe un certain nombre d'objets (Mods) qu'un joueur peut placer sur l'un de ses quatre emplacements. Un même joueur ne peut en placer que deux au maximum. Il est impossible de retirer un mod de sa propre couleur, mais il est possible de détruire ceux qui sont placés sur les portails adverses au moyen des mêmes armes qui détruisent les résonateurs. Plus l'arme est tirée proche du centre du portail, plus les dégâts infligés au mod sont élevés.
Les mods peuvent être défensifs, offensifs ou modifier les capacités du portail. Certains existent en plusieurs niveaux de force et de rareté. Il est possible d'en placer plusieurs identiques sur tous les emplacements d'un portail. Les mods suivants sont disponibles:
- Boucliers (quatre niveaux différents): Ils augmentent la résistance des résonateurs du portail.
- Amplificateurs de Puissance et Tourelle: Ils augmentent l'intensité (pour l'un) et la fréquence (pour l'autre) des ripostes du portail lorsqu'il est attaqué par l'autre équipe.
- Amplificateur de Lien: Ils permettent d'augmenter la portée des liens tirés depuis le portail.
- Ultra Link: Ils permettent d'augmenter beaucoup la portée des liens, et d'en tirer 16 au lieu de 8 au maximum.
- Multi Hack et Dissipateur (trois niveaux différents): ils permettent d'augmenter le nombre de hack possibles toutes les 4 heures pour l'un, et de diminuer le temps entre deux hacks pour l'autre.
- Ito EN (+) et Ito EN (-) : Mods sponsorisé permettant de modifier le rendement des portails en ne sélectionnant le type d’objets obtenus lors du hack: Le + donne des objets défensifs et le -  donne des objets offensifs.

## Évolution
Le niveau des joueurs était limité à huit au lancement du jeu, lorsque les premiers joueurs ont atteint ce niveau, il s'est vite avéré qu'il n'y avait plus de but. Pour éviter que les joueurs abandonnent et passent à autre chose, Niantic a proposé des buts qui n'étaient pas prévus dans le gameplay. Ainsi, sont apparus les badges pour renouveler l’intérêt du jeu. De même, Niantic organise régulièrement des événements mondiaux tels Cassandra, 13Magnus ou Recursion qui mobilisent des milliers de joueurs.
Mais certains groupes de joueurs organisent eux-mêmes leurs propres missions ou opérations. Ces opérations officielles ou non font ensuite l'objet d'une communication sur l'Ingress Report, diffusé tous les jeudis par mail et en vidéo.
Lors de l'Ingress Report no 54, Susanna Moyer explique en introduction que « des sources non confirmées » prévoiraient l'arrivée de nouveaux niveaux (du niveau neuf au niveau seize). Le 8 mai 2014, Niantic annonce la mise en service de huit niveaux supplémentaires, le niveau maximum devient le niveau seize. Ces nouveaux niveaux ne sont plus atteints seulement par son niveau d'AP, mais également par un certain nombre de badges de chaque type qu'il faut posséder pour passer le niveau. Compte tenu de l'historique de certains joueurs, certains ont passé plusieurs niveaux d'un coup. Ces nouveaux niveaux ne sont pas accompagnés de matériel leur étant destiné ; seule la barre d'XM est plus importante.
D'autres évolutions de la jouabilité ont été apportées : le multi-drop et le multi-recycle. En effet, pour donner un objet à un autre joueur, on doit déposer (drop) cet objet au sol afin que l'autre joueur puisse le ramasser. On ne pouvait le faire qu'un par un, ce qui était très fastidieux. Un nouvel objet a donc été introduit : les capsules, qui permettent de contenir jusqu'à cent objets, et donc, permettent l'échange de matériel beaucoup plus aisé. Quelques semaines plus tard, le multi-recycle était lui aussi mis en service.

## Développement
Ingress est le fruit d'un projet mené par John Hanke, anciennement responsable de la division « Geo » de Google (qui édite notamment Google Earth, fruit du rachat de Keyhole, Inc. que dirigeait Hanke lui-même). Au sein de l'équipe Niantic Labs, intégrée à Google, l'idée du jeu a germé à partir d'une réflexion sur la notion d'informatique ubiquitaire avec l'idée de faire « disparaître » l'appareil mobile dans l'expérience de jeu. Ingress se donne pour objectif de faire voir le monde à ses joueurs avec un regard neuf ; le projet a été mené avec des éditeurs de jeux et des artistes, et pourrait à terme être intégré au projet Glass pour une expérience d'immersion encore plus forte. Hanke explique que l’œuvre de J. J. Abrams a en partie inspiré le projet, mais qu'il ne souhaite pas pour autant recréer une expérience proche de « Lost » :

« [...] we don’t want to leave people in a ‘Lost’ situation where they get into the fiction of a world but then it never ends. »

— ("Le but n'est pas de perdre le joueur dans un cas similaire à 'Lost', où l'on est pris dans un monde de fiction qui n'en termine jamais.")
L'objectif que se fixe John Hanke est de faire du jeu une création vivante façonnée par ses joueurs ; à titre d'exemple, les premiers teasers du jeu ont généré beaucoup d'intérêt en Russie, et c'est pourquoi l'équipe chargée du projet a intégré des « éléments de la Russie » dans le jeu. Niantic veut que le jeu s'arrête à un certain stade, probablement autour d'un an et demi après sa sortie.
Ingress est le deuxième produit rendu public par Niantic après Field Trip, une application de géolocalisation pour Android parue en septembre 2012. Hanke décrit ce premier produit comme un outil plus mainstream et orienté vers le web, quand Ingress serait davantage réservé à un public averti et habitué aux domaines du jeu et de la science-fiction.

## Accueil
La sortie d'Ingress est considérée par la presse spécialisée comme un bouleversement potentiel très fort pour le jeu en ligne, puisqu'il investit le monde réel à une échelle jamais atteinte auparavant. Il pourrait par son ampleur dépasser largement les titres phares du secteur que sont notamment World of Warcraft, EVE Online ou encore EverQuest.[réf. nécessaire] Par son ampleur, Ingress représente aussi une colossale collecte de données à l'échelle mondiale, puisqu'il repose sur la localisation par GPS des joueurs et par la prise de photo de lieux publics.
L'exploitation des données du jeu à des fins commerciales fait d'ailleurs explicitement partie des plans de Google, puisque John Hanke précise qu'Ingress intègrera des magasins réels et des produits ; des partenariats ont notamment été conclus avec Hint Water, Zipcar, Jamba Juice,les magasins Chrome Industries (en), les marques Anker ou encore Cheero. À terme, Google envisage de construire une plateforme ouverte aux développeurs pour produire d'autres jeux de réalité augmentée.[réf. nécessaire]

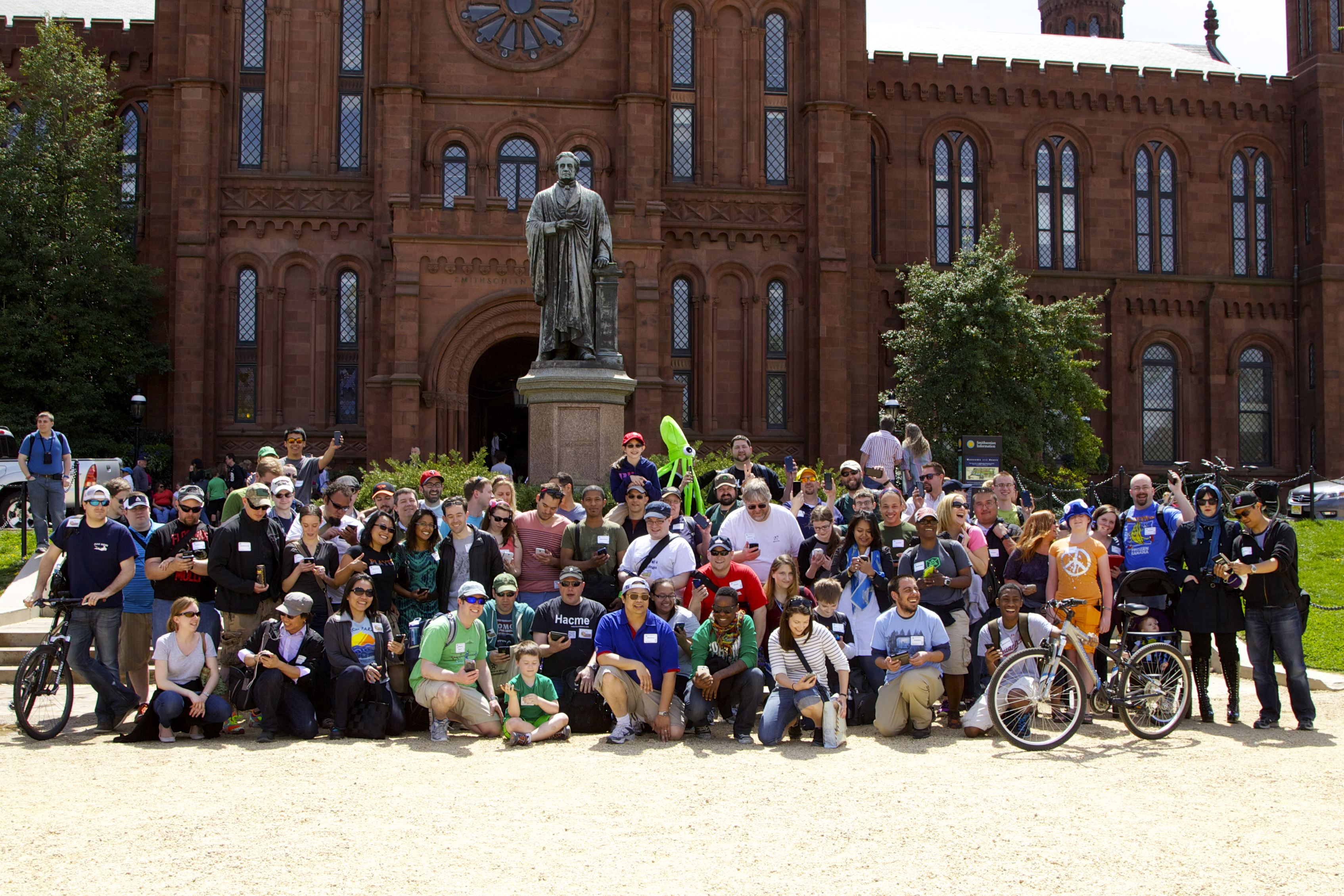
Photo de groupe lors d'une rencontre inter-équipe entre joueurs à Washington. Certains des joueurs sont habillés en bleu ou vert suivant leur appartenance à l'une des deux factions.

Un partenariat avec les assurances AXA a fait apparaître dans le jeu un type de bouclier plus protecteur que tous les autres, le « AXA shield ». 
En Europe un partenariat avec Unibail a fait apparaître des portails dans certains centres commerciaux gérés par le groupe. Ces portails ont momentanément eu un rôle particulier car ils donnaient des indices sur la position d'autres objets (shard).

## Postérité
À la suite du succès d'Ingress, Nintendo et The Pokémon Company se rapprochent de Niantic afin de développer Pokémon Go, qui reprend les bases du jeu, avec un système d'arènes à contrôler par des équipes notamment. De plus, la plupart des pokéstops dans Pokémon Go ont été placés selon les points d'intérêt définis par les joueurs d'Ingress.

## Adaptations

### Manga
Ingress a inspiré deux mangas :
- Ingress-teki nichijō -Cloe-san no baai (イングレス的日常―クロエさんの場合?), d'Arai Harumaki, un manga bishōjo où un jeune homme qui a cassé accidentellement le téléphone portable d'une jeune fille lui propose d'utiliser le sien pour pouvoir jouer à Ingress ensemble.
- Ingress: Tokyo Anomaly (東京異変 : トウキョウアノマリー?), de Takuma Kimura, un récit de science-fiction bien plus proche du scénario original d'Ingress.

### Série d'animation
Un animé de 11 épisodes, intitulé Ingress ou Ingress: The Animation, produit par le studio Craftar, est diffusé à partir du 18 octobre 2018.